# 31640 Johncaven
1999 GH34 (asteroide 31640) é um asteroide da cintura principal. Possui uma excentricidade de 0.17592010 e uma inclinação de 4.46190º.
Este asteroide foi descoberto no dia 6 de abril de 1999 por LINEAR em Socorro.